# Prostitució a l'antiga Roma

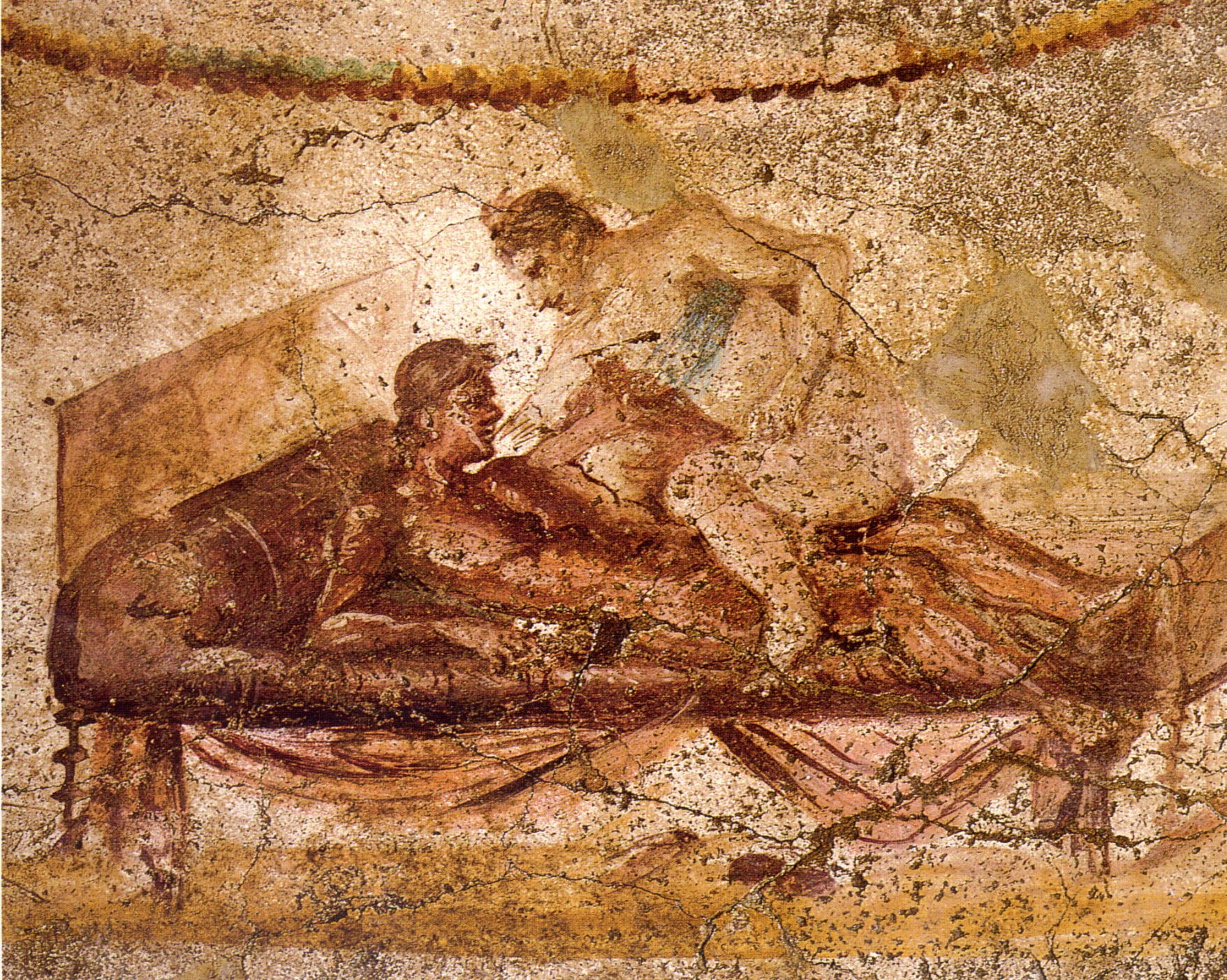
Escena eròtica en una pintura d'una paret del Lupanar de Pompeia

La prostitució a l'antiga Roma era legal i autoritzada. En l'antiga Roma, els homes romans de major estatus social eren lliures de participar en trobades amb persones que practiquen la prostitució, tant homes com dones, sense cap perill d'incórrer en la desaprovació moral. Tot i això, sempre havien de mostrar contenció i moderació en la recerca del plaer sexual.
En canvi, les mateixes prostitutes (meretrix) estaven socialment mal vistes. La majoria d'elles eren esclaves o ex-esclaves (lliberti). Si naixien lliures com a ciutadanes romanes, quedaven relegades a la condició de la infàmia, és a dir, persones totalment mancades de qualsevol posició social i privades de la major part de la protecció dret romà que atorgava a aquells que posseïen la ciutadania.
Alguns dels prostíbuls més grans del segle iv, quan l'Imperi Romà es va convertir oficialment al cristianisme, semblen haver estat visitats com un atraccions turístiques i posteriorment van ser confiscats per l'Estat.
La literatura llatina sovint fa referències més o menys explícites a l'exercici de la prostitució. Alguns historiadors, com Titus Livi i Tàcit esmenten algunes prostitutes que havien aconseguit adquirir amb el temps un cert grau de respectabilitat a través d'actes patriòtics o la pràctica de l'evergetisme. La prostitutes de classe més alta era un personatge tipus en la comèdia de Plaute, que, en gran manera, era al seu torn influenciades pels models grecs. La poesia de Càtul, Horaci, Ovidi, Marcial i Juvenal, i el Satíricon de Petroni, ofereixen indicis de sàtira de la realitat quotidiana en què es van veure obligades a viure les prostitutes; a més de ser documentada per la llei romana, que regulava la prostitució, i la varietat de les inscripcions trobades, especialment els grafits de l'antiga Pompeia.
L'art eròtic de Pompeia i Herculà, sobretot les descobertes en les excavacions arqueològiques de Pompeia, també inclou la vida al bordell (lupanar) i amb això també ha contribuït a l'evolució dels punts de vista científics sobre la prostitució.

## Les prostitutes
Encara que la prostitució era exercida per homes i dones, hi ha evidència documental que la pràctica de la prostitució femenina era més àmplia.
En alguns casos, una prostituta podia ser una autònoma que llogava una habitació per a treballar.
Normalment, una «noia» (puella, un terme usat en la poesia com a sinònim de «núvia» o «prostituta» i no necessàriament una designació d'edat) vivia amb un proxeneta (leno) o amb una «senyora» (lena), o fins i tot entrava en el negoci sota la direcció de la seva mare (mater), encara que el terme mater s'utilitzava de vegades com un eufemisme de lena. Aquests acords suggereixen que les dones nascudes lliures recorrien a la prostitució, però en un estat de necessitat econòmica desesperada, i aquestes prostitutes podien ser considerades amb una reputació relativament més alta que l'altres.

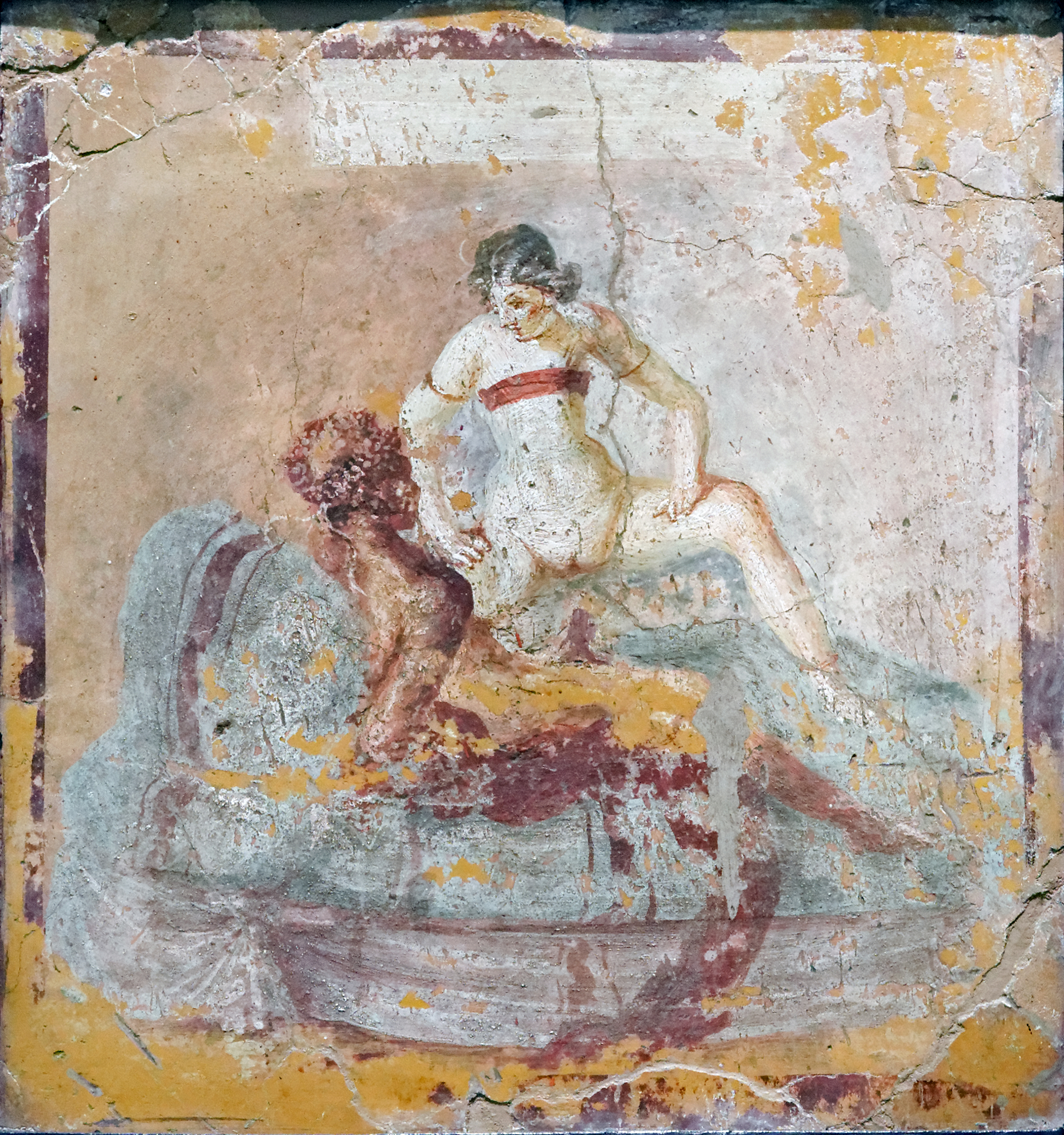
Pintura eròtica de Pompeia, 1-50
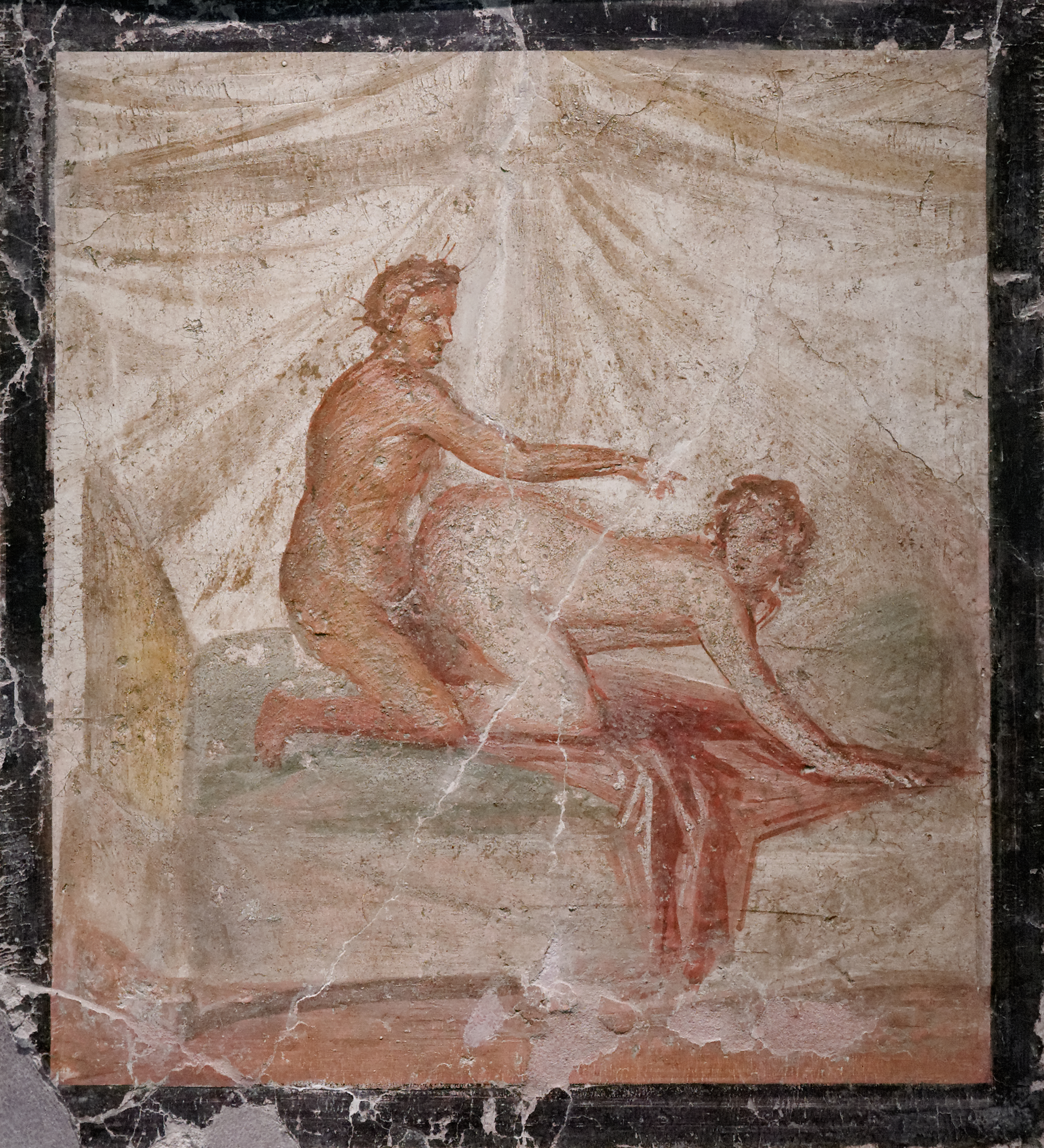
Escena d'art eròtic de Pompeia, 50-79

Les prostitutes solien treballar fora de casa, en un bordell (lupanar) o una taverna (taberna) per a un proxeneta (leno) que tenia la tasca d'adquisició de clients. Sembla que la majoria de les prostitutes eren esclaves o ex-esclaves.
En general, els romans assumien que les actrius i les ballarines estaven disponibles per proporcionar serveis sexuals pagats, i de les prostitutes que els seus noms han sobreviscut a la memòria històrica de vegades eren indistingibles actrius i altres tipus d'artistes.
Algunes prostitutes professionals, comparables amb les cultes hetaires gregues, podien ser prou riques en un curt període a través de la seva assídua freqüentació amb clients rics. Se suposa que el dictador Luci Corneli Sul·la va deixar tota la seva fortuna a una prostituta en el seu testament. En temps de Marc Tul·li Ciceró, la prostituta Citeride era un convidada molt benvinguda als sopars de més alt nivell de la societat romana. Fascinants, amb forts talents artístics i educades, aquestes dones van contribuir a un nou estàndard romàntic per a les relacions home-dona; Ovidi i altres poetes de l'era d'August les descriuen i articulen àmpliament en les seves obres poètiques d'elegia eròtica.

### Vestits i aparença

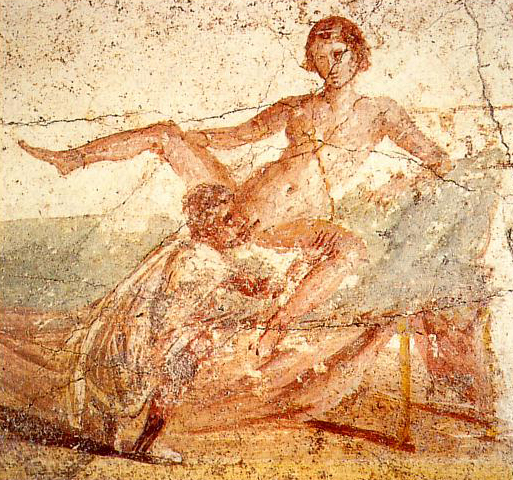
Escena eròtica de les termes suburbanes de Pompeia, ∼79

Les prostitutes eren les úniques dones romanes que vestien la toga, una vestimenta que només era permés que la portessin els homes lliures. Aquesta superació dels límits de gènere ha estat interpretada de diverses maneres. Les prostitutes riques vestien robes costoses, cridaneres i transparents de seda.
La societat romana associava la nuesa (nudus) amb l'estat de l'esclavitud, com una indicació que la persona ha estat literalment despullada de la privacitat i la propietat dels seu propi cos. Un passatge dels escrits de Sèneca descriu la condició de la prostituta com la d'una esclava llesta per a la venda:
| «                        | Nua i ajaguda a la riba, a discreció del comprador; cada part del seu cos va ser examinat i avaluat. Vols escoltar el resultat de la venda? El pirata ha venut; el protector ha comprat, la que pot ser utilitzada com una prostituta. | » |
| — Sèneca, Controvèrsies. | |   |

En Satíricon, Petroni explica com va veure «a alguns homes d'amagat entre les files de prostitutes despullades».
L'escriptor satíric Juvenal lloc descriu una prostituta com estava dreta i nua, amb els «mugrons d'or», en l'entrada de la seva habitació.
L'adjectiu nudus, però, també pot significar «a la vista» o «despullada de la seva roba exterior», i els murals eròtics de Pompeia i Herculà mostren a les dones, les suposades prostitutes, que fan servir l'equivalent d'un sostenidor fins i tot mentre practiquen les relacions sexuals.

### Les tarifes
Hi ha inscripcions que revelen alguna informació dels preus per a diversos serveis: «Athenais 2 asos, Sabina, 2 asos» (CIL IV, 4150); «Logas, l'esclava de la casa, 8 asos» (CIL IV, 5203); o «Maritimus llepa la vulva per 4 asos. Ell també està llest per donar servei a verges». (CIL IV, 8940).
Les quantitats varien d'un a dos asos fins a uns quants sestercis. En el rang de preus més baixos per un servei no era més car que una barra de pa. La prostitució era relativament barata per a l'home romana, però és important tenir en compte que fins i tot una prostituta de baix cost obtenia més de tres vegades el salari d'un treballador urbà no qualificat. No obstant això, era poc probable que una dona alliberada (lliberti) entrés en la professió amb l'esperança de fer-se rica, perquè la majoria de les dones tenien una situació econòmica i nivell de vida depenent de les demandes segons la seva aparença, així com la seva salut. La prostitució va ser aclaparadorament una creació urbana. El sexe era generalment més barat en Pompeia, en comparació amb altres parts de l'imperi. Tots els serveis es pagaven amb diners en efectiu.

## La prostitució forçosa
La majoria de les prostitutes eren esclaves o llibertes, per tant, és molt difícil determinar la voluntarietat o no del seu ofici.
Com les esclaves eren considerades pels romans com propietat privada, legalment el seu propietari podia emprar-les com a prostitutes. Un historiador del segle i, Valeri Màxim, presenta una història de complexa «psicologia sexual» en la qual un llibert havia estat obligat a prostituir-se durant tot el temps que va ser esclau; posteriorment, el llibert mata la seva filla quan ella perd la seva virginitat amb el seu tutor.
Tot i que la violació era un crim en l'antiga Roma, la llei només castigava la violació comesa en un esclau només si hi havia «mercaderia danyada», ja que un esclau no tenia el valor jurídic d'una persona. La sentència tenia com objecte proporcionar una compensació als propietaris pel «dany» sofert de la seva propietat.
Existeix certa evidència que suggereix que les esclaves prostitutes podien beneficiar-se de la seva feina;. en termes generals, els esclaus podien guanyar els seus propis diners amb la venda de les seves habilitats o obtenir un benefici per les seves activitats.
A vegades, el venedor d'una esclava adjuntava una clàusula als documents de propietat que impedia que l'esclava fos prostituïda (ne serva); la clàusula ne serva significava que si el nou propietari o qualsevol propietari posterior utilitzés l'esclava com a prostituta, aquesta seria alliberada.
Una llei d'August va permetre que les dones culpables d'adulteri podien ser condemnades a la prostitució forçosa en els bordells. Aquesta llei va ser abolida en 389.

## La seva regulació
La prostitució va ser regulada en certa manera, no per raons morals sinó per maximitzar els beneficis.
Les prostitutes s'havien d'inscriure a l'oficina de l'edil (aedilis): donaven el seu nom real, edat, lloc de naixement i el nom amb el qual tenien la intenció d'exercir. Si la noia era jove i aparentment respectable, el funcionari tenia el dret de tractar d'influir en ella perquè canviés d'opinió. Si no canviava d'opinió, l'edil emetia la «llicència de violació» (licentia stupri), que determinava el preu amb el qual la noia tenia la intenció de comprometre a vendre els seus favors, i finalment inscrivia el seu nom a la llista de les professionals. Un cop inscrita, el nom no podia ser eliminat, quedant així per sempre un obstacle insuperable per penedir-se i tornar a un estat de respectabilitat.

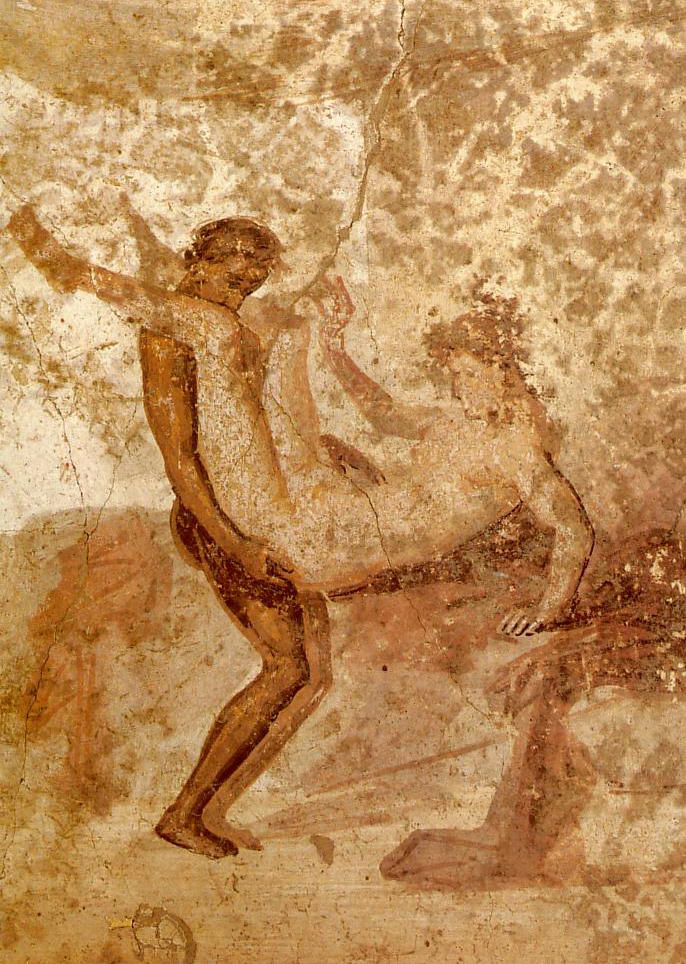
Pintura eròtica de Pompeia
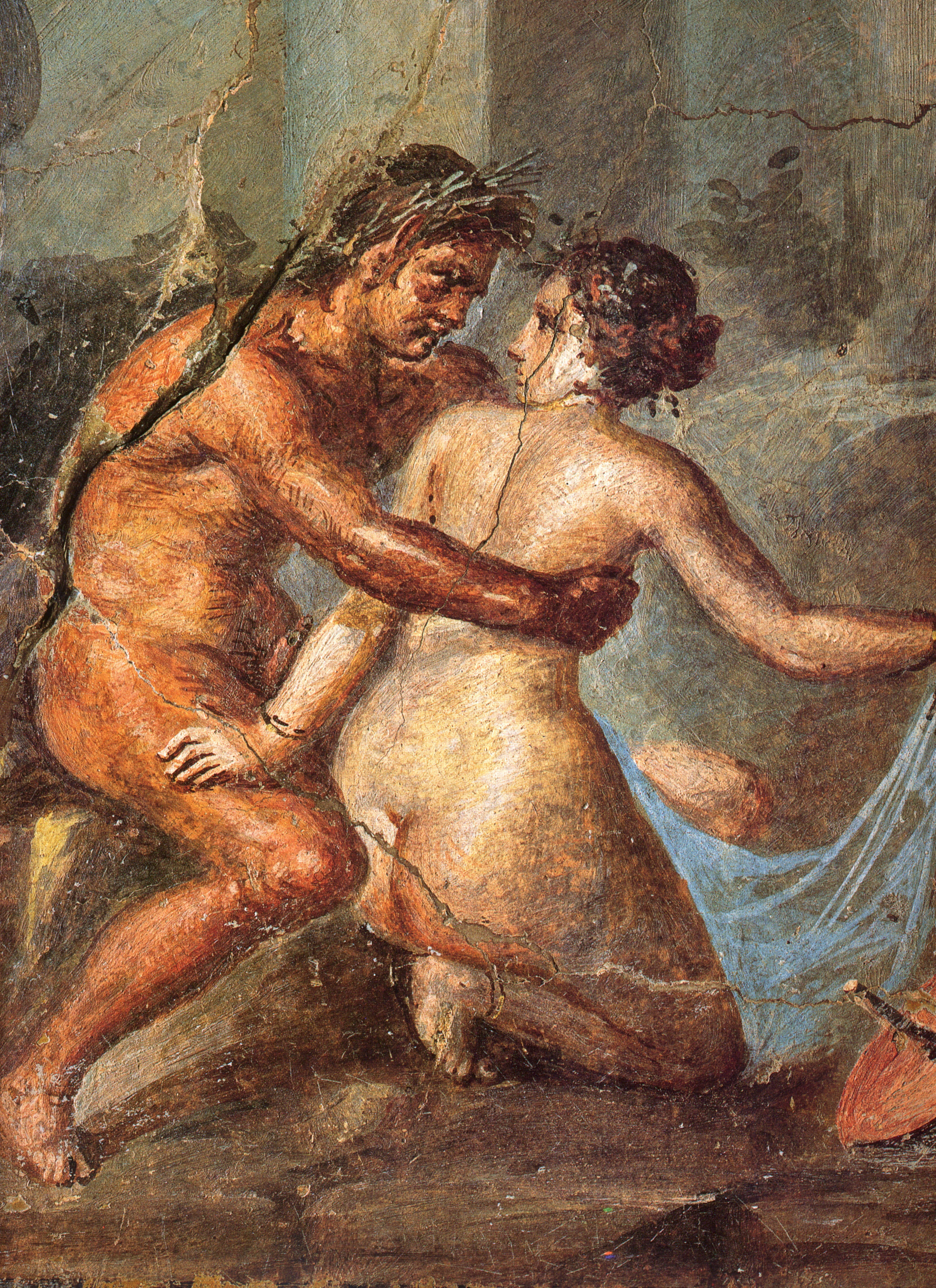
Un sàtir i una mènade; fresc romà de la Casa dels Epigrames de Pompeia

L'emperador Calígula va crear un impost estatal sobre les prostitutes (vectigal ex capturis), que imposava taxes en proporció als beneficis que obtenien dels seus clients. També es va afegir una clàusula a la llei dirigida a les dones que practicaven la prostitució i als homes que obtenien beneficis d'elles. Alexandre Sever va mantenir aquesta llei, sempre que aquests ingressos s'utilitzessin per al manteniment dels edificis públics, ja que no podien «contaminar» el tresor de l'Estat. L'impost no es va abolir fins a l'època de Teodosi I, però el veritable mèrit es deu a un noble ric anomenat Florenci, que va criticar fortament aquesta pràctica abans que l'emperador, que va oferir la seva propietat per omplir el buit que va causar la manca d'ingressos en el moment que es va produir la seva derogació.

## Els bordells
Es coneixen els bordells de Roma a partir de fonts literàries, les llistes de regionàries, i l'evidència arqueològica de Pompeia. Normalment, el bordell era conegut com a lupanar o lupanarium (que significa literalent «cova de llops»), i les prostitutes eren conegudes com a lupa (lloba).
D'acord amb les regionàries, els lupanar de Roma es van concentrar a la Regió II Caelimontium, en particular en la subura que vorejava les muralles de la ciutat, en la vall entre els monts Celi i Esquilí. El Gran Mercat (macèl·lum magne) estava dins d'aquest districte, juntament amb moltes botigues de menjar i llocs de venda, barbers, l'oficina de l'executor públic, a més de les casernes per als soldats estrangers aquarterats a Roma. La Regio II va ser una de les zones més concorregudes i densament poblada de Roma, i era ideal per al propietari d'un bordell; el lloguer d'un inmoble per a establir un bordell era una font legítima d'ingressos.

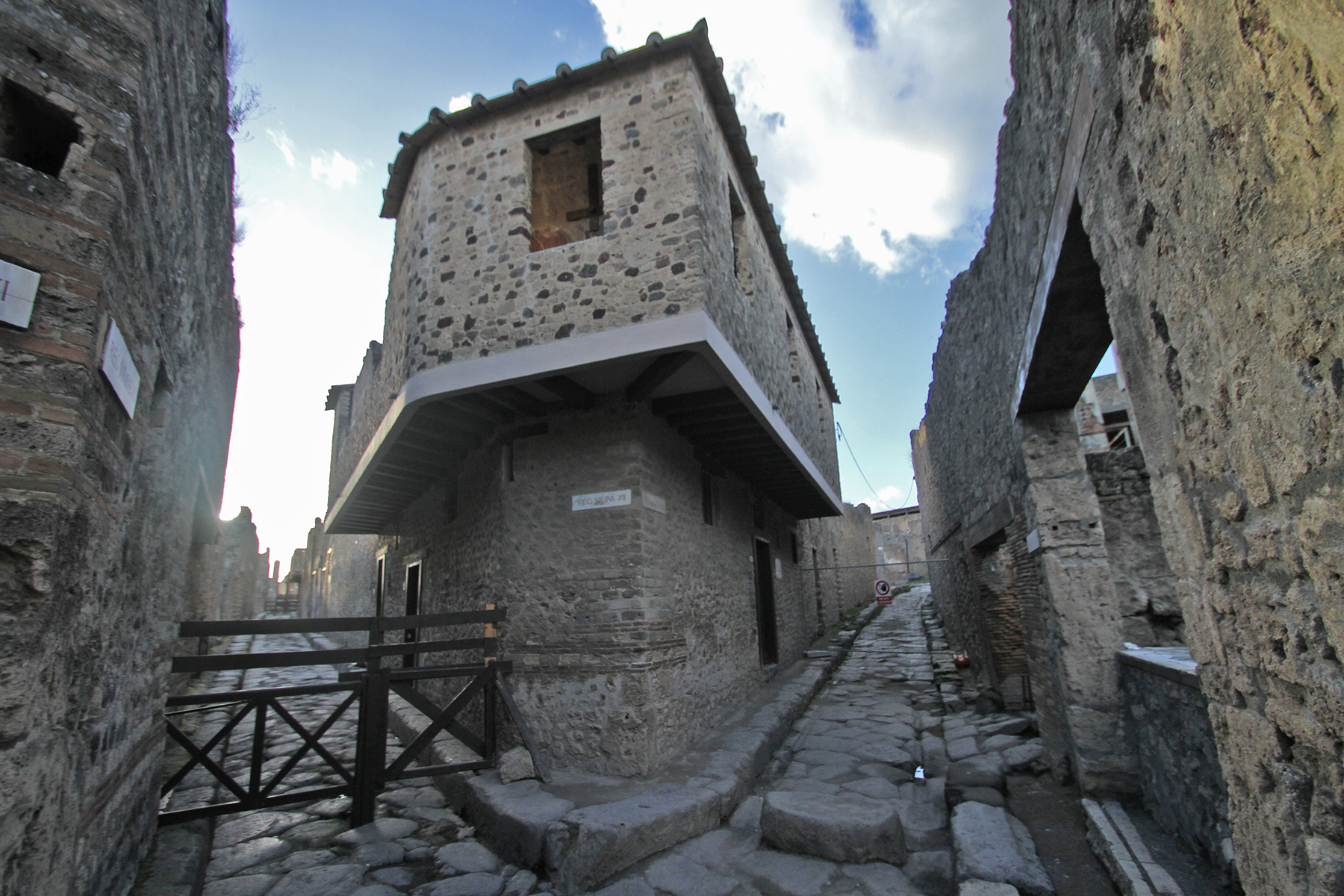
Lupanar de Pompeia
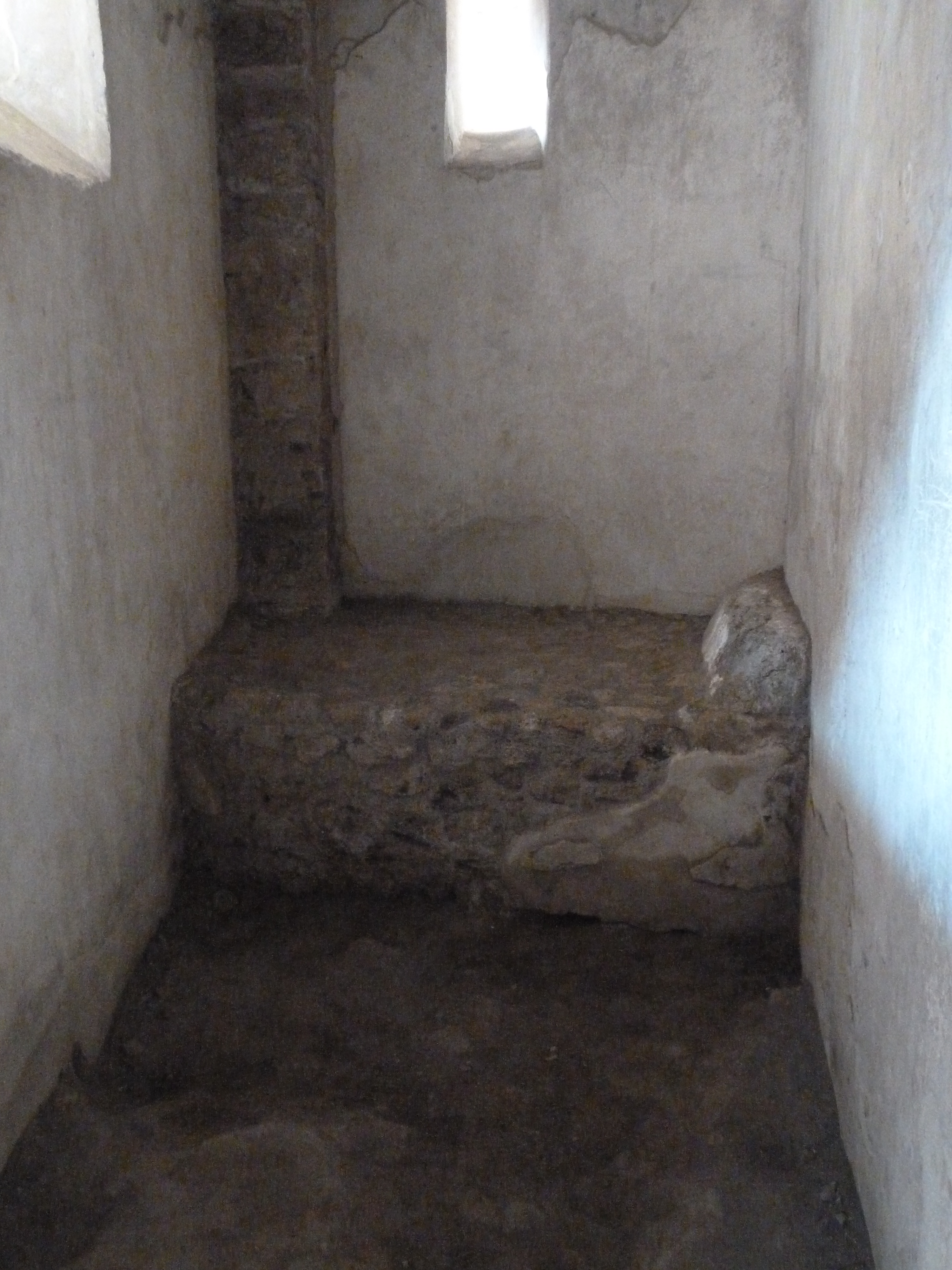
Un dels llits de pedra tallada del Lupanar de Pompeia

Normalment els bordells, que eren molt populars, es descriuen com extremadament bruts, amb fortes olors característiques persistents, espais mal ventilats plens del fum de les llànties, com va assenyalar Sèneca acusadorament: «Encara fa olor de sutge del bordell». Alguns bordells aspiraven a una clientela de més qualitat, amb perruqueres que estaven a la mà per reparar els danys causats pels freqüents conflictes amorosos, mentre que «els nois de l'aigua» (acquarioli) estaven esperant a l'entrada amb bols per netejar.
Sembla que havien dos tipus de cases amb llicència per a poder exercir la prostitució: les que eren de propietat i gestionat per un proxeneta (leno) o per una «senyora» (lena), i les de particulars que llogaven habitacions a les prostitutes, a més d'actuar com a proveïdors d'inquilins. En el primer cas, el propietari mantenia una secretària (villicus puellarum) o un supervisor per a les noies, que s'encarregava de fixar els preus, rebre els diners i de subministrar roba i altres necessitats. El villicus també feia de caixer, per tenir un compte de la quantitat guanyada de cada noia s'havia guanyat, i de portar els comptes per a pagar els impostos.
Fins i tot els murals estaven en sintonia amb l'objecte per al qual s'havia preparat la casa (referent a això, vegeu art eròtic de Pompeia i Herculà). Per sobre de la porta de cada habitació havia una tauleta (titulus) on estava escrita el nom de l'ocupant de l'habitació i el seu preu; a la part posterior de la tauleta estava escrit la paraula occupata (ocupada), que era visible durant els períodes de servei i servia per advertir als nous clients que s'esperessin fora. El dramaturg Plaute parla d'una «casa menys pretensiosa», quan diu: «anem a escriure a la porta que està ocupada».
L'habitació normalment contenia una llàntiade bronze o, en el pitjor dels casos, d'argila, i un llit on s'estenia un llençol a mode de cobrellit, que de vegades era utilitzat com una cortina.
Les taxes registrades a Pompeia van des de 2 fins als 20 asos, moneda de coure o de bronze d'un valor relativament baix.

## Les altres ubicacions per a exercir la prostitució
Els arcs sota el circ eren un lloc favorit per a les prostitutes o prostitutes potencials. Aquestes arcs s'anomenaven fornices, que va derivar a la paraula catalana «fornicar» (tenir tracte sexual fora del matrimoni).
Les tavernes, posades, cases d'allotjament, botigues de menjar, fleques, molins i popinae van tenir un paper important del submon de Roma.

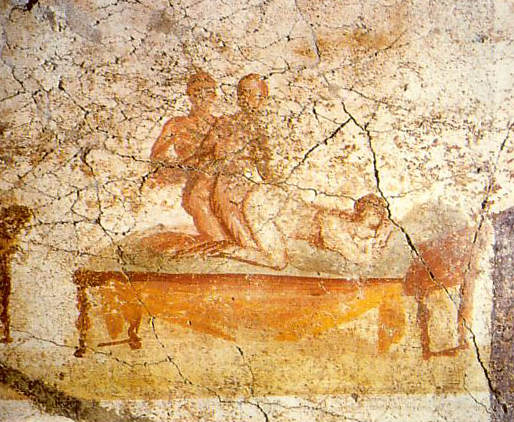
Pintura eròtica de Pompeia, ~79
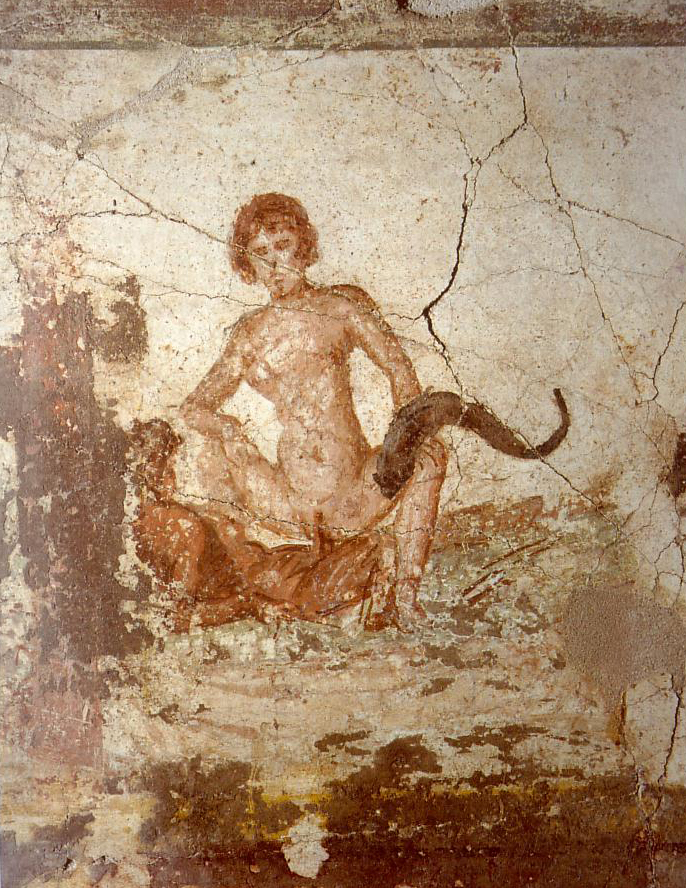
Pintura eròtica de Pompeia

Generalment, els magistrats consideraven les tavernes com bordells, i les cambreres eren considerades com prostitutes per la llei. El poema «La cambrera» (Copa), atribuït a Virgili, descriu que fins i tot la propietària tenia «més d'una habilitat». Horaci, en la descripció de la seva excursió a Brundisium, narra la seva experiència, o falta d'ella, amb una cambrera en una posada. En la inscripció Aeserman tenim un altre exemple de l'hospitalitat d'aquestes posades i un diàleg entre l'amfitriona i un transeünt; la factura pels serveis d'una noia va ascendir a 8 asos.
Els forners no van ser lents en l'organització dels molins de molta, com es mostra en un passatge de Pau el Diaca:
| «                        | Amb el pas del temps, els propietaris d'aquests molins de blat públics els van convertir en fraus perniciosos. Perquè, com les pedres de molí es van fixar en llocs sota terra, les prostitutes es van instal·lar a les cambres a banda i banda d'aquestes, de manera que amb aquests mitjans van enganyar a molts. Alguns que venien a pel pa es van precipitar allà per gratiticar la seva disbauxa. | » |
| — Pau el Diaca, XIII, 2. | |   |

D'un passatge de Fest, sembla que aquesta va ser primera vegada que es va posar en pràctica a Campània:
| « | Les prostitutes van ser anomenades aelicariae (noies del molí d'espelta) a la Campània, perque es van acostumar a obtenir els guanys en els molins d'espelta. | » |

## La prostitució i la religió

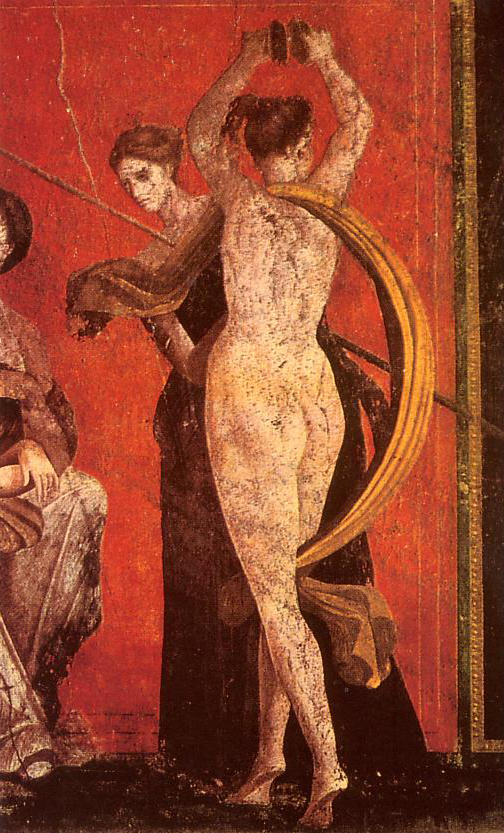
Dansa a la nuesa, Villa del Misteri de Pompeia

Les prostitutes tenien el seu propi paper en diverses pràctiques religioses de l'antiga Roma, principalment en el mes d'abril.
El 1r d'abril, el dia de la Veneràlia (un festival en honor de Venus), les dones honraven a la Fortuna Virilis (la Fortuna viri). Segons Ovidi, les prostitutes s'unien amb les dones casades (matronae) en el ritual de neteja i revestiment de l'estàtua de culte de la Fortuna viril. En general, la línia divisòria entre les dones respectables i les infames estava acuradament elaborada: quan una sacerdotessa es posava en camí a través dels carrers, estava acompanyada d'adeptes que movien cap als costats a les prostitutes juntament amb altres «impureses», fora del seu camí.
El 23 d'abril, les prostitutes feien ofrenes al temple de Venus Ericina, que s'havia dedicat en 181 aC com el segon temple a Roma de la Venus Erycina (Venus d'Erix), una deessa associada amb les prostitutes. La data va coincidir amb la Vinàlia (un festival de vi).
El 25 d'abril se celebrava el pueri lenonii (nois proxenetes), el mateix dia que la robigàlia, un festival agrícola arcaic destinat a protegir les collites de cereals.
Finalment, el 27 d'abril tenia lloc la Floràlia (un festival en honor de la deessa Flora introduït aproximadament el 238 aC), caracteritzat per un ball eròtic de dones caracteritzades com a prostitutes que s'anaven despullant, d'acord amb les estrictes regles de la sexualitat a l'antiga Roma. Segons descriu l'escriptor cristià Lactanci:
| «                                       | A més de la llibertat d'expressió que flueix com una obscenitat, les prostitutes, com a resultat de la insistència de la gent, comencen a llevar-se la roba en qualitat de mims a la vista de la multitud, i tot continua fins que omple la sacietat dels tafaners desvergonyits sostenint la seva atenció retorçant les seves natges sense cap tipus de vergonya. | » |
| — Lactanci, Institutiones divinae 20.6. | |   |

Juvenal també es refereix al ball de dones completament nues i de casos què algunes prostitutes van voler provar sort en les lluites de gladiadors.